# Anni Mewes

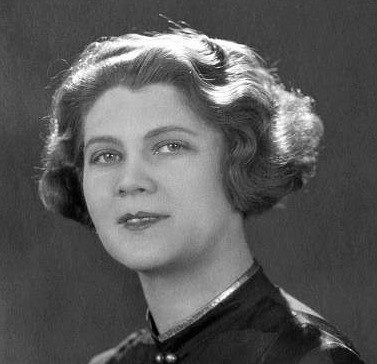
Anni Mewes 1926

Anni Mewes (vielmehr Elisabeth Anna Antonie Mewes, * 6. Mai 1895 in Berlin-Moabit; † 27. April 1980 in München) war eine deutsche Theater-, Film- und TV-Schauspielerin sowie eine Brieffreundin von Rainer Maria Rilke.

## Leben
Anni Mewes (auch Annie oder Anny Mewes) war die Tochter von Adolf Mewes (* 1847 Berlin; † 1916 Berlin-Wilmersdorf) und Maria Mewes, geb. Wesche (* 1854 Elberfeld; † 1935 Berlin). Ihr Vater war zunächst als Zeitungs-Redakteur tätig und arbeitete dann von 1894 bis 1912 unter Otto Brahm als Sekretär und Inspizient am Deutschen Theater und später am Lessing-Theater in Berlin. Ihr Bruder war der 1918 gefallene Schauspieler Ernst Mewes.

Bereits im Sommer 1913 spielte sie in dem Stummfilm Ein Sommernachtstraum in unserer Zeit von Hanns Heinz Ewers und Stellan Rye und erfreute sich großer Bekanntheit. In der Spielzeit 1912/13 gehörte sie zum Ensemble des Lessingtheaters in Berlin, 1913/14 und 1914/15 zum Deutschen Künstlertheater. Für die Spielzeit 1915/16 wechselte sie an die Wiener Freie Volksbühne und von 1916 bis 1918 war sie an unter Otto Falckenberg an den Münchner Kammerspielen tätig. Im Herbst 1918 ging sie an die neu eröffneten Hamburger Kammerspiele.
Mewes war befreundet mit Rainer Maria Rilke und Peter Altenberg. Um 1918 und 1919 erfolgte ein umfangreicher Briefwechsel mit Rilke. Im Herbst 1920 wechselte sie zurück in ihre Heimatstadt an das von Max Reinhardt geleitete Deutsche Theater. Nach ihrer dritten Heirat 1935 verließ Anni Mewes Berlin und nahm erst nach dem Tod ihres Ehemannes 1953 ihren Beruf wieder auf, spielte am Theater in der Josefstadt in Wien und ging mit Marianne Hoppe auf Tournee.
Am Theater in der Josefstadt hielt Mewes 1958 Leseabende, in denen sie ihren unveröffentlichten Briefwechsel mit Rilke erstmals vortrug. Wohl in den 1960er Jahren holte ihre Tochter sie nach München. Bis ins hohe Alter trat sie als Schauspielerin in den 1960er und 1970er Jahren auch im deutschen Fernsehen auf (u. a. Die Fünfte Kolonne, 1964, Der Kommissar, 1975).
1920 heiratete Anni Mewes in Hamburg den Regierungsassessor Hans Carl Grandke (* 1884 Berlin; † 1935 Dresden). Die gemeinsame Tochter Annemarie Grandke kam 1922 in Berlin zur Welt; 1953 heiratete diese den Autor und Theaterleiter Heinz Herald und war noch mit 90 Jahren als Künsteragentin tätig.

1927 wurde die Ehe Grandke-Mewes geschieden und Anni Mewes heiratete im darauffolgenden Jahr in Berlin den jüdischen Kaufmann Max Moritz Borchardt (* 1892 Berlin; † 1939 Bagdad), diese Ehe dauerte bis 1933.  1935 heiratete sie schließlich Edwin Krutina (* 1888 Karlsruhe; † 1953 Badenweiler), Schriftsteller und Direktor des Reichsbunds der Standesbeamten Deutschlands.
In den 1970er Jahren lebte Mewes mit der Schauspielerin Marianne Hoppe in einer Beziehung.
Anni Mewes verstarb 1980 im Alter von 84 Jahren in München.

Der Briefwechsel von Mewes mit Rilke wird in der Bayerischen Staatsbibliothek in München verwahrt.

## Berliner Skulpturenfund von 2010
1917 schuf der Künstler Edwin Scharff die Bronzeplastik Bildnis der Schauspielerin Anni Mewes (Guss von 1921). Im Rahmen des Berliner Skulpturenfundes wurde das Werk 2010 geborgen. Es war 1937 aus der Sammlung der Bayerischen Staatsgemäldesammlungen München als „Entartete Kunst“ beschlagnahmt und nach Berlin abtransportiert worden und galt seit 1939 als vermisst.

## Filmographie (Auswahl)
Kinofilme, wenn nicht anders angegeben
- 1913: Der schwarze Diamant. Aus der Detektivfilmreihe Miss Nobody (Filmschnitt; als Annie Mewes)
- 1913: Ein Sommernachtstraum in unserer Zeit
- 1913: Raum ist in der kleinsten Hütte
- 1913: Das Teufelsloch
- 1920: Der zeugende Tod
- 1923: Der steinerne Reiter
- 1929: Melodie des Herzens
- 1964: Die fünfte Kolonne (TV-Serie, Folge: Schattenspiel)
- 1967: Das Kriminalmuseum (TV-Serie, Folge: Die Kiste)
- 1967: Sie schreiben mit (TV-Serie, Folge: Die rosa Bluse)
- 1975: Kleine Bank mit schlechten Noten (TV)
- 1975: Der Kommissar (TV, eine Folge: Der Mord an Dr. Winter)

## Tondokumente
- Potpourri aus der Holländer-Revue Bei uns um die Gedächtniskirche 'rum. Mit Anny Mewes, Marion Palfi, Willi Schaeffers, Hubert von Meyerinck, Martin Kosleck und Ensemble. An 2 Flügeln: Friedrich Holländer und Stefan Weintraub. Electrola EH 95. Aufgenommen im Dezember 1927
- Potpourri aus der Spoliansky-Revue Wie werde ich reich und glücklich. Mit Blandine Ebinger, Anny Mewes, Oskar Karlweis, Heinz Rühmann. Mischa Spoliansky und sein Orchester. Electrola EH 521. Aufgenommen im Mai 1930.[12]

Beide Titel wurden auf LP und CD wiederveröffentlicht.